# Evangelische Kirche (Wisselsheim)

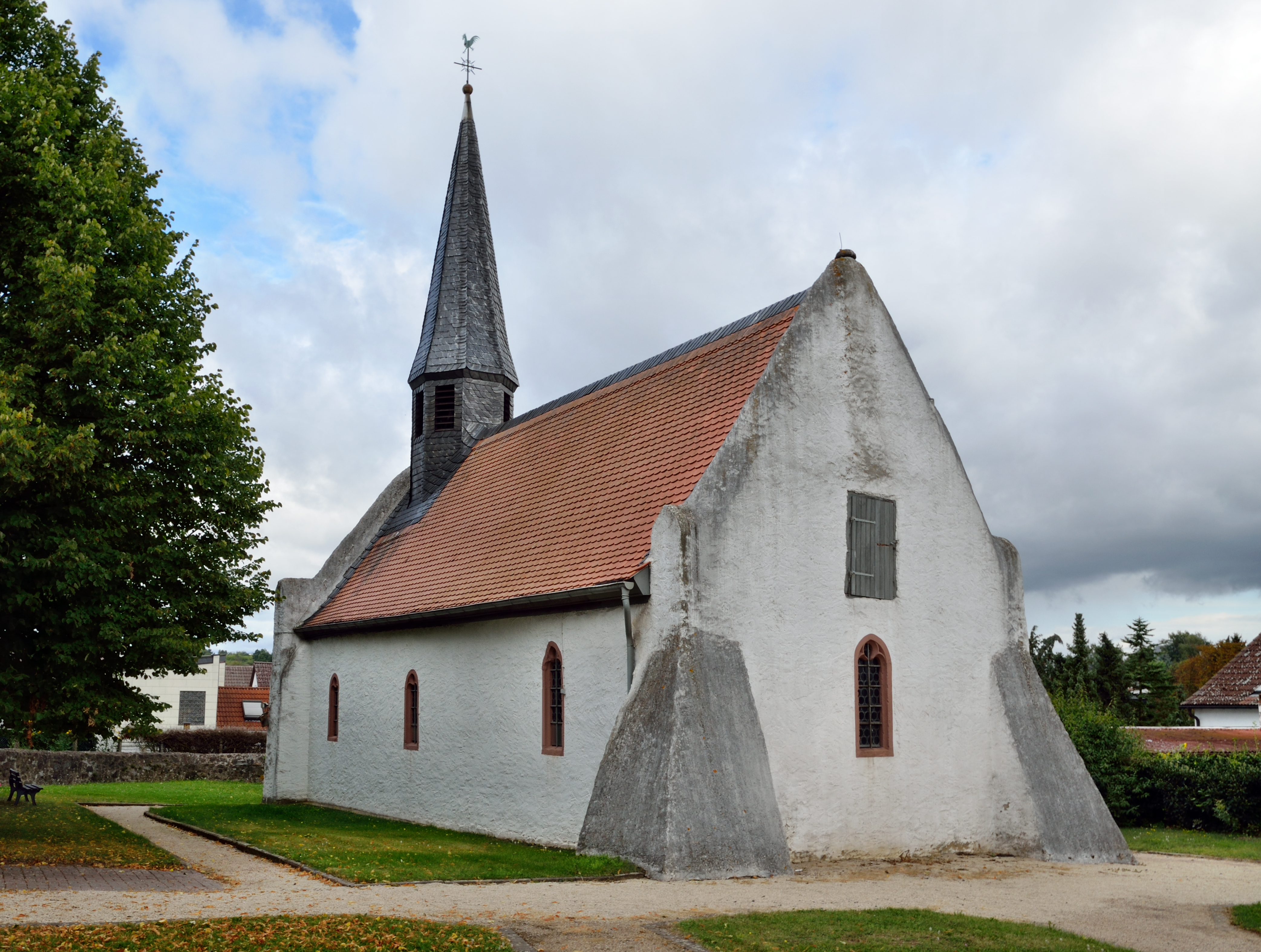
Evangelische Kirche in Wisselsheim

Die Evangelische Kirche Wisselsheim ist ein denkmalgeschütztes Kirchengebäude, das in Wisselsheim steht, einem Stadtteil von Bad Nauheim im Wetteraukreis in Hessen. Die Kirche gehört zur Kirchengemeinde Steinfurth-Wisselsheim im Dekanat Wetterau in der Propstei Oberhessen der Evangelischen Kirche in Hessen und Nassau.

## Beschreibung
Die kleine gotische Saalkirche wurde im 15. Jahrhundert im ummauerten Kirchfriedhof gebaut. Die Inschrift 1550 im westlichen spitzbogigen Portal bezieht sich auf eine Erneuerung. Die Ecken werden von geböschten Strebepfeilern gestützt. Aus dem Satteldach des Kirchenschiffs erhebt sich im Westen ein achteckiger, schiefergedeckter Dachreiter, auf dem ein spitzer Helm sitzt. 
Die drei Joche des Innenraums sind mit einem Kreuzgratgewölbe überspannt. Ein spitzer Chorbogen trennt das östliche Joch als Chor vom Kirchenschiff. In den Wänden sind Grabsteine eingemauert, da sie jedoch verputzt sind, bleiben sie verborgen. Die Orgel mit sechs Registern, einem Manual und einem Pedal wurde 1966 von der Werner Bosch Orgelbau errichtet (Information zur Orgel siehe Liste der Orgeln im Wetteraukreis).